# Hersé (fille de Zeus)
Pour les articles homonymes, voir Hersé (homonymie).
Hersé (en grec ancien : Ἕρση, la Rosée), ou Ersa, est une déesse mineure de la mythologie grecque, fille de Zeus et Séléné.

## Famille
Fille de Zeus (dieu du ciel et de la foudre et souverain des dieux) et de Séléné (déesse de la lune), Hersé a pour sœur Pandia (déesse de la pleine lune). 
Hersé a également de nombreux demi-frères et demi-sœurs. De par sa mère, elle a pour demi-sœurs les 50 filles d'Endymion et, par son père, l'abondante progéniture de Zeus.

## Évocation moderne

### Astronomie
Son nom a été donné à deux satellites naturels de Jupiter : Hersé (Jupiter L) et Ersa (Jupiter LXXI).